# Una corona de oro
«Una corona de oro» es el sexto episodio de la serie de televisión de fantasía medieval Juego de tronos, de la cadena HBO. Tiene una duración de 53 minutos y se transmitió por primera vez el 22 de mayo de 2011. Fue escrito por David Benioff y D. B. Weiss, y dirigido por Daniel Minahan.
El episodio gira en torno al deterioro del balance político de los siete reinos, mientras Eddard Stark debe lidiar con las agresiones de los Lannister una vez que el rey Robert se va de Desembarco del Rey para cazar. Por otra parte, en Eyrie, Tyrion Lannister es enjuiciado y, al otro lado del Mar Angosto, Viserys Targaryen decide obligar a Drogo a que le pague sus deudas y así pueda ser coronado como un rey.
En las palabras del crítico Jace Lacob, el capítulo «contiene cambios tanto grandes como pequeños sobre la perspectiva que tenemos de la serie de tal forma que podemos ver la verdad que ha estado enfrente de nosotros por tanto tiempo. Para Ned, es la conclusión de por qué simplemente Jon Arryn murió, del terrible secreto que descubrió del libro de los linajes reales y lo que esto puede significar para el trono... y para los siete reinos de Poniente. Para Daenerys, es la brutal verdad de la verdadera naturaleza de su hermano, de su insaciable sed de poder y la calidad confusa de su corazón desenfrenado».

## Argumento

### En el Norte
Bran Stark (Isaac Hempstead-Wright) se despierta, después de haber tenido uno de sus recurrentes sueños de un cuervo de tres ojos, para recibir la noticia de que la silla de montar diseñada especialmente para él ya ha sido terminada. Por lo tanto, va junto con su hermano Robb (Richard Madden) y Theon Greyjoy (Alfie Allen) al bosque para probarla.
Mientras Theon intenta convencer a Robb de vengar a su padre por el ataque de los Lannister, un pequeño grupo de salvajes captura a Bran. Robb y Theon asesinan a todos los hombres excepto a una mujer (Natalia Tena) a la cual capturan. Sin embargo, a pesar de la ayuda de Theon, Robb lo culpa de haber puesto en peligro la vida de Bran al disparar una flecha al salvaje que lo tenía sujeto.

### En el Valle
Tyrion (Peter Dinklage) logra engañar a Lysa Arryn (Kate Dickie) al hacer que la corte escuche sus confesiones donde revela que no tuvo nada qué ver con el atentado a la vida de Bran y la muerte del esposo de Lysa. Tras exigir un juicio por combate, el mercenario Bronn (Jerome Flynn) se ofrece como voluntario para pelear en nombre de Tyrion. En caso de que Bronn gane, Tyrion sería liberado. Al final, Bronn gana y Lysa debe cumplir liberándolo.  

### En Desembarco del Rey
Ned se despierta y se encuentra con Robert y Cersei mirándolo fijamente. Cersei acusa a Ned de haber secuestrado a su hermano Tyrion, y reclama que él estaba ebrio, por lo cual había atacado a Jaime. No obstante, Robert le dice que permanezca callada y, en uno de sus arrebatos, la golpea una vez que Cersei insinúa que ella tiene más carácter para gobernar los siete reinos que él. Una vez que se va, Robert le dice a Ned que no puede gobernar Poniente si los Lannister y los Stark están en guerra, insistiéndole a Ned que permanezca como su Mano, o en caso contrario le otorgará esa distinción a Jaime. Asimismo, le dice a Ned que él asumirá el puesto de rey mientras él se va por unos días de cacería con tal de despejar su mente.
Mientras tanto, Arya lidia con la herida de su padre. Su maestro de esgrima Syrio le dice que es una buena oportunidad para que aprenda las técnicas de la espada, enseñándole a que no debe estar distraída mientras pelea. Por otra parte, en el cuarto de los Stark, Sansa y Septa son interrumpidas por el príncipe Joffrey, quien se disculpa con Sansa por su comportamiento pasado y le regala un collar.
Una vez que asume el perfil de rey, Ned se entera de que Ser Gregor «La Montaña» Clegane fue visto con otros bandidos atacando villas. Tras concluir que esto fue una venganza por el arresto de Tyrion, Ned ordena la pronta detención de Gregor, quitándole sus títulos y tierras y obligando a que su amo Lord Tywin Lannister responda ante la corte por las acciones de Gregor. Temiendo una guerra con los Lannister y por la propia seguridad de sus hijas, le ordena a Arya y a Sansa que regresen a Invernalia. Poco después, Ned investiga en el libro de los linajes que Jon Arryn había estado leyendo antes de su muerte la dinastía de la familia Baratheon. Así se percata de que Joffrey no tiene el cabello negro como sus predecesores, concluyendo que Joffrey no es el verdadero hijo de Robert.

### Al otro lado del mar Angosto
Daenerys toma uno de los huevos de dragón y lo sitúa en una pila de carbón caliente. Sin embargo lo toma con sus propias manos, por lo cual su criada rápidamente se lo arrebata por su seguridad, quemándose ella pero no Daenerys, quien tiene las manos ilesas.
En Vaes Dothrak, Daenerys comienza un ritual con el Khaleen al comerse un corazón crudo de un semental. Después de algunas dificultades, logra comérselo entero y proclama a su hijo como el Khal que unirá al mundo entero bajo un solo ejército, bautizándolo como Rhaego. Viserys comienza a enfurecerse por la popularidad creciente de su hermana entre los Dothraki, pero Jorah Mormont le pide que tenga paciencia. Viserys intenta robarse los huevos de dragón de Daenerys para organizar su propio ejército, pero Jorah lo obliga a dejarlos en Vaes Dothrak.
Más tarde, en un festín en honor de Daenerys y Khal Drogo, un ebrio Viserys saca su espada y amenaza a su hermana de que si Khal no le da su ejército que le había prometido para gobernar los siete reinos, se la llevará consigo y le dejará solamente el niño que lleva en su vientre a Drogo. Drogo acepta darle la «corona de oro» que quiere: para sorpresa de Viserys, Drogo lo amaga y vierte oro hirviendo sobre su cabeza ante la mirada de los presentes y de Daenerys; esta última dice: «Él no era un dragón. El fuego no puede matar a un dragón», refiriéndose a que ella previamente había estado en contacto con fuego y no había sufrido ningún daño, mientras que su hermano sí.